# Escuela de negocios Marshall
La Escuela de Negocios Marshall de la USC ( en inglés: USC Marshall School of Business) es la escuela de negocios y la más grande de las 17 facultades y escuelas de la Universidad del Sur de California. Los más recientes rankings para el programa son: el 21 por BusinessWeek, el 18 por Wall Street Journal, y el 21 por US News & World Report.

## Antecedentes
La escuela fue fundada en 1920. En 1997, la escuela recibió el nombre de Gordon Marshall, de la clase de 1946, que donó 35 millones de dólares. En el momento, esta fue una de las mayores cantidades donadas a una organización de educación. El edificio principal se inauguró en 1999 y lleva el nombre Popovich. Hall. J. Kristofer Popovich y Jane Hoffman Popovich donaron 5 millones de dólares para la construcción.
La escuela ganó la competencia de la “Challenge for Charity” de 2006-2007 y es el dueño actual de la Golden Maletín. Esta distinción se da a la escuela con las más horas de trabajo voluntario y la mayoría de fondos recaudados por estudiante. La escuela ha apoyado las Olimpiadas Especiales y la de Los Ángeles Unified School District en el trabajo de caridad.

## Académico
La duración del programa full time es de dos años. En el primer año, el plan de estudios consiste de 14 clases básicas y dos electivas. Se incluye en este recuento la clase Pacific Rim Education (PRIME), que obliga a los estudiantes a viajar a un país extranjero. Los estudiantes luego toman 10 clases durante su segundo y último año en el programa. Todos ellos son elegidos por el estudiante y generalmente significa que el estudiante tendrá cinco clases cada semestre.

## Otra información
- Decano: James G. Ellis
- Fundada: 1920
- Facultad: 197

## Marshall ofrece los siguientes programas de postgrado
- Full time MBA
- Part time MBA
- Executive MBA
- Executive MBA in Shanghái
- International Business Education and Research (IBEAR) MBA
- Master of Accounting
- Master of Business Taxation
- Master of Medical Management
- Master of Science in Business Administration
- Master of Science in Social Entrepreneurship
- Graduate Certificate in Financial Analysis and Valuation
- Graduate Certificate in Technology Commercialization

- Datos: Q846829
- Multimedia: USC Marshall School of Business / Q846829